# Èumenes II de Pèrgam
Èumenes II de Pèrgam (grec antic: Εὐμένης, Euménēs, llatí: Eumenes) (197 aC–158 aC) fou fill d'Àtal I de Pèrgam al que va succeir a la seva mort el 197 aC. Va continuar la política filoromana del seu antecessor, que encara va reforçar.

## Guerra amb Filip de Macedònia
Els romans el van incloure en el tractat de pau amb el rei Filip V de Macedònia el 196 aC pel qual va rebre les ciutats d'Oreos i Erètria a Eubea. El 195 aC va enviar ajut a Flaminí en la guerra contra el tirà Nabis d'Esparta.
Antíoc III el Gran va buscar la seva aliança i li va oferir una de les seves filles en matrimoni, segons diu Appià, però Èumenes II va preferir restar aliat dels romans i quan va esclatar la guerra entre Roma i Antíoc va enviar a la seva flota en ajut dels romans i els va facilitar el pas per l'Hel·lespont. A la decisiva batalla de Magnèsia (190 aC) va dirigir personalment les tropes auxiliars de Pèrgam que van combatre al costat dels romans i sembla que va fer bons serveis en la lluita, segons Titus Livi.
Al Tractat d'Apamea on es va signar la pau amb Antíoc III el Gran, va presentar al senat les seves demandes i va rebre Mísia, Lídia, les dues Frígies i Licaònia a més de la ciutat de Lisimàquia i el Quersonès Traci, convertint-se en sobirà d'un regne poderós, segons Titus Livi i Polibi. Per la mateixa època es va casar amb una filla d'Ariarates IV rei de Capadòcia, Estratonice, i va aconseguir pel seu sogre termes favorables al tractat de pau.

## Guerra contra Farnaces
Per aquesta aliança matrimonial es va veure embolicat amb una guerra contra el rei Farnaces I rei del Pont que havia envaït Capadòcia i que es va acabar per la intervenció romana que va imposar el fi de les hostilitats. També va lluitar contra el rei Prúsies II de Bitínia, en la qual igualment van intervenir els romans, altre cop a favor d'Èumenes, obligat al rei Prúsies a entregar a Hanníbal que estava refugiat a Bitínia.
Durant tot el seu regnat va ser un fidel aliat de Roma on va enviar nombroses ambaixades i va ser hostil al regne de Macedònia, tant a Filip V com al seu fill i successor Perseu. Va visitar Roma el 172 aC, on ja havia estat una altra vegada anteriorment i on va ser rebut amb molta distinció. De tornada va visitar Delfos on es va escapar per poc a un atemptat contra la seva vida organitzat per Perseu de Macedònia en col·laboració amb Praxo, una dama amb la qual tenia relacions d'hospitalitat.

## Sospites de Roma
Quan va esclatar la guerra entre Macedònia i Roma, i contra el que calia esperar, va mantenir una posició ambigua. Va ser sospitós de mantenir correspondència secreta amb Perseu, càrrec probablement no del tot infundat segons Polibi, però que segurament es limitava a una oferta de mediació amb Roma per obtenir un tractat de pau menys dur, a canvi d'una quantitat de diners.
Després de la victòria dels romans l'any 168 aC va enviar el seu germà Àtal a Roma a felicitar al poble romà, però aquesta visita no va ser ben rebuda pel Senat i Àtal va haver de tornar a casa només amb bones paraules. Èumenes, alarmat, va decidir anar a Roma en persona, però el Senat li va prohibir el viatge tan bon punt va arribar a Brundusium, i li va ordenar sortir d'Itàlia immediatament. Durant uns anys va ser considerat sospitós per Roma.
El 160 aC va enviar altre cop al seu germà Àtal a Roma, on ja el van rebre amb marcats honors, ja que Àtal planejava segurament ocupar el lloc del seu germà i els romans l'incitaven a aconseguir-ho.
L'any 159 aC estava en guerra amb Prúsies II de Bitínia, i amb els gàlates de Galàcia, però va aconseguir evitar un trencament obert amb Roma i amb el seu germà Àtal. Va morir probablement el mateix 159 aC, encara que la seva mort no la menciona cap escriptor clàssic, després d'un regnat de 39 anys, i el va succeir el seu germà Àtal II de Pèrgam.

## Activitat cultural
Segons Polibi, va ser un rei de constitució feble però de fort esperit i la seva política era contemporitzadora i sagaç, i va portar el seu petit regne a ser un gran estat. Durant el seu regnat, la ciutat de Pèrgam va esdevenir un lloc pròsper. Hi va construir nombroses obres tant decoratives com d'edificis i va fundar la famosa Biblioteca de Pèrgam que era l'única rival de la Biblioteca d'Alexandria. Durant tota la seva vida va mantenir l'amistat amb els seus tres germans que li van donar igualment suport; el germà gran, Àtal, el va succeir, ja que el fill d'Èumenes, que també es deia Àtal, era un infant.